# Ротштейн, Арнольд
Арно́льд Ротште́йн (17 января 1882 — 5 ноября 1928) — по прозвищу «Мозг» — американский предприниматель и азартный игрок, ставший значительной фигурой в еврейской мафии Нью-Йорка.
По словам публициста Лео Кэтчера, Ротштейн «трансформировал организованную преступность, превратив бандитскую деятельность хулиганов и убийц в большой бизнес, работающий словно корпорация, во главе которой стоял он сам».
Другой американский писатель, Рич Коэн, считает, что именно Ротштейн был первым, кто увидел в «Сухом законе» возможность извлечения невероятных прибылей, распознав все преимущества ранней стадии капитализма и преуспев в нём. Иногда его называют Моисеем или царём еврейских гангстеров. Как однажды сказал Лаки Лучано: Ротштейн научил его одеваться.

## Биография
Арнольд родился в Нью-Йорке в семье успешного еврейского предпринимателя Абрахама Ротштейна. С детства увлекался математикой. В отличие от старшего брата, который выучился на раввина, с раннего возраста проявлял большой интерес к игорному бизнесу.
Примерно к 1910 году Арнольд перебрался на Манхэттен, в район Тендерлойн, где организовал своё первое казино. Он также делал крупные ставки на скачках ипподрома, создав широкую сеть осведомителей и щедро платя за информацию об участниках соревнований. С вводом «Сухого закона» инвестировал средства в бары, нелегально торгующие алкоголем. Благодаря своим финансовым махинациям к тридцати годам стал миллионером.
Наиболее известный скандальный случай — так называемый Black Sox Scandal: Ротштейна обвинили в подкупе бейсбольных игроков «Чикаго Уайт Сокс» накануне решающего матча в 1919 году, но несмотря на масштабное и длительное расследование, доказать его причастность не удалось.
4 ноября 1928 года на Арнольда Ротштейна было совершено покушение в отеле «Парк Централ» (Манхэттен), он был тяжело ранен и скончался на следующий день в госпитале. Согласно наиболее распространённой легенде, в него стреляли из-за крупного карточного долга, который он отказался оплатить после последней игры в покер. За его убийство официально так никто и не понёс наказание. Похоронен на нью-йоркском кладбище Union Field Cemetery.

## В искусстве
Фрэнсис Скотт Фицджеральд сделал Арнольда Ротштейна прототипом одного из персонажей в своём романе «Великий Гэтсби» — Мейера Вулфшима. В сериале «Подпольная империя» роль Арнольда Ротштейна исполнил Майкл Стулбарг.
В кинодраме «Казино» Мартина Скорсезе, действие которого происходит в 70-х годах XX века, главный герой Сэм «Ас» Ротштейн в исполнении Роберта Де Ниро не только носит фамилию легендарного гангстера, но и обладает его качествами. Он игрок и мастер игры на тотализаторе. Никто лучше него не умеет предсказывать результаты матчей и соревнований. 